# Savana

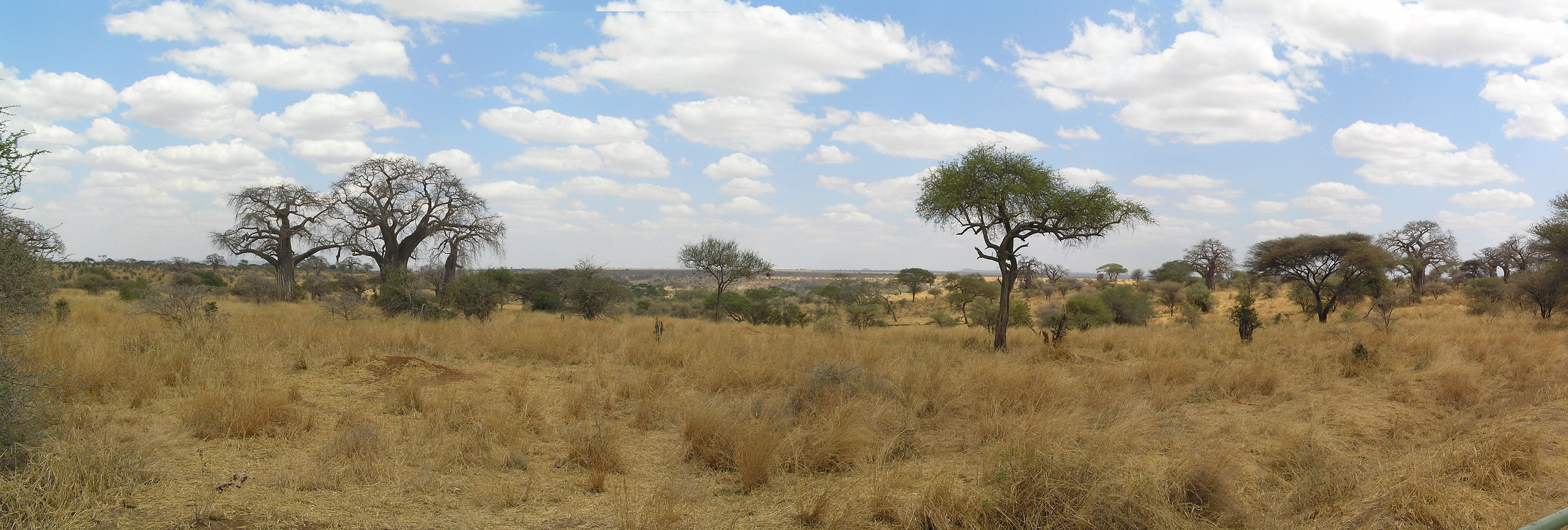
Savana africana (Parco nazionale del Tarangire, Tanzania)

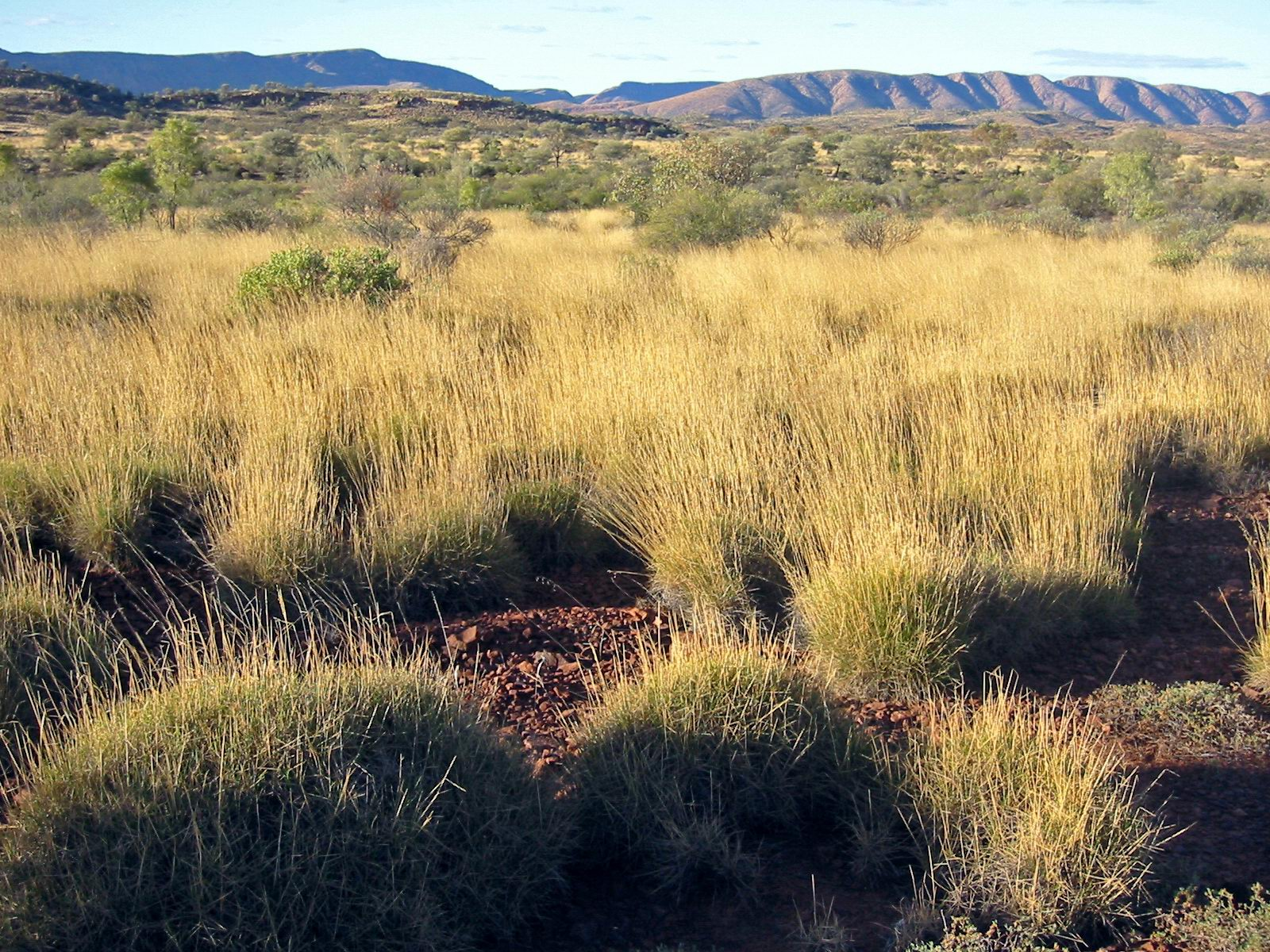
Tappeto di Triodia spp. nella savana dell'Australia centrale

La savana è un bioma terrestre soprattutto subtropicale e tropicale localizzato tra 10 e 20° di latitudine (N e S) e caratterizzato da una stagione secca e da una stagione umida. 
La vegetazione è a  prevalenza di arbusti e alberi distanziati da non dar luogo a una volta chiusa. 
Questo tipo di ambiente si trova in molte zone di transizione fra la foresta pluviale e il deserto o la steppa in Africa centrale, Centro e Sud America, India, Indocina e Australia, ma può essere presente anche ad altre latitudini. Le savane possono formarsi in seguito alla presenza di specifiche condizioni climatiche, oppure a causa di incendi stagionali (anche indotti dall'uomo) o particolari faune caratteristiche del suolo.

## Genesi

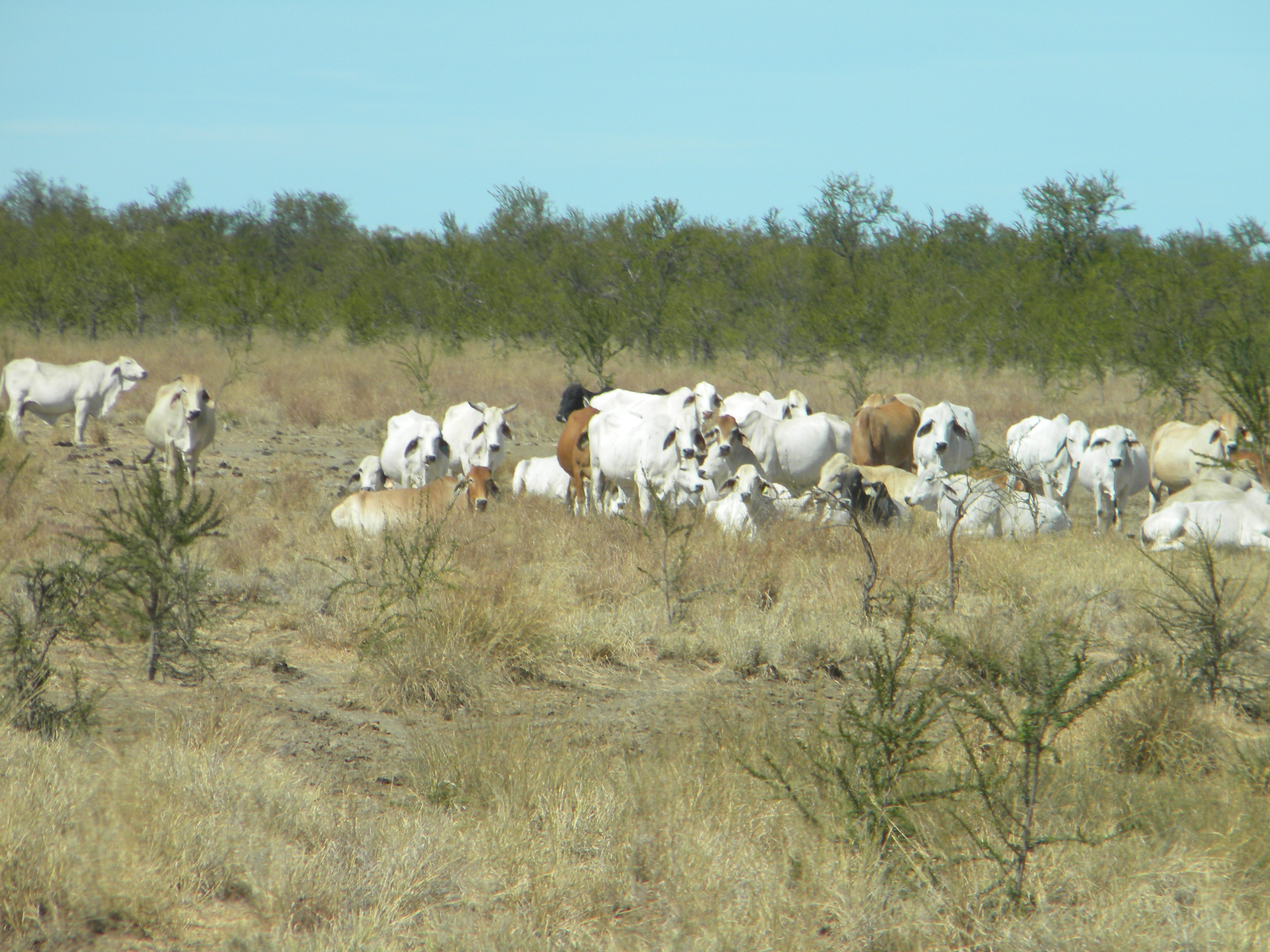
Bestiame al pascolo nella savana tropicale dell'Australia settentrionale

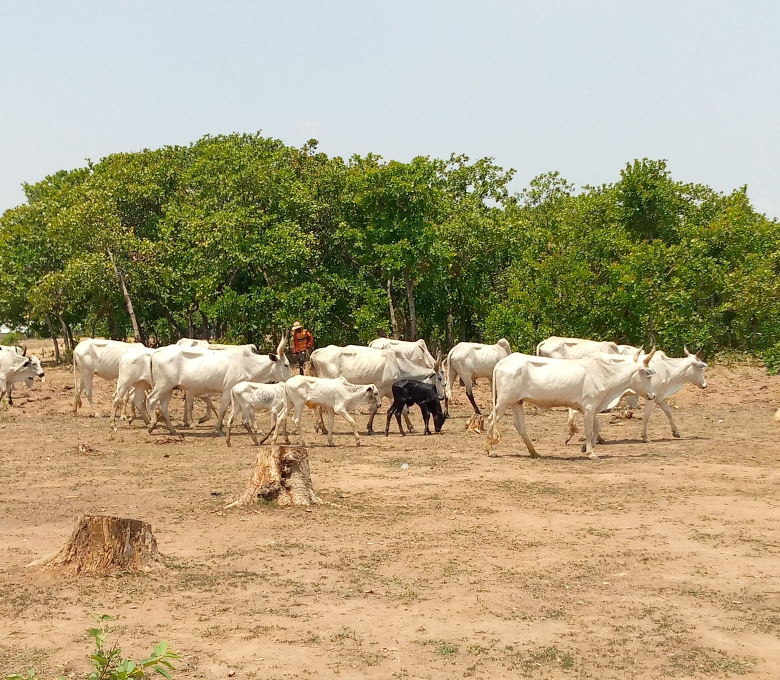
Bestiame al pascolo nei pressi di Abuja (Nigeria)

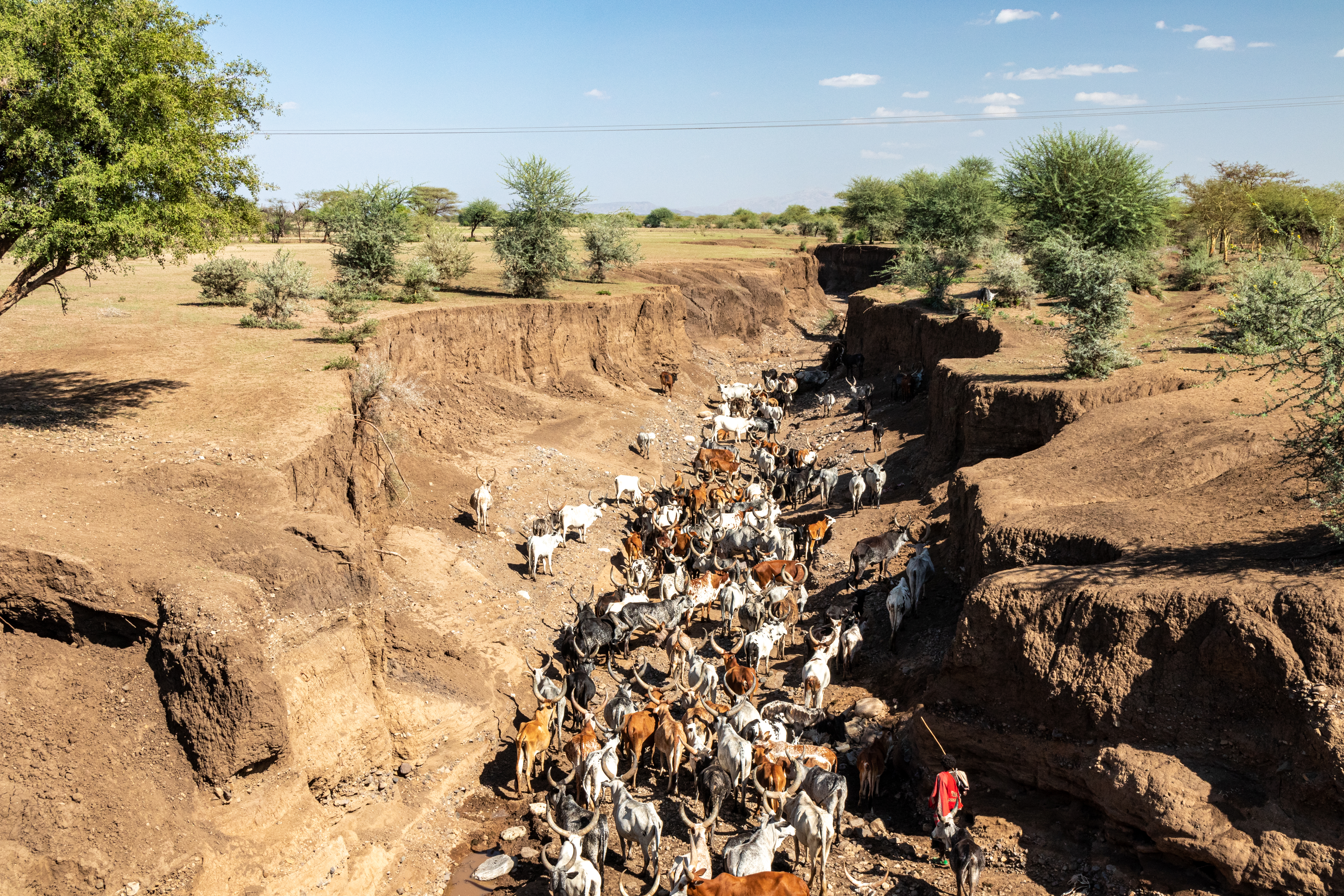
Un pastore Afar conduce una mandria di bestiame alla ricerca di acqua nel letto di un fiumiciattolo in Etiopia

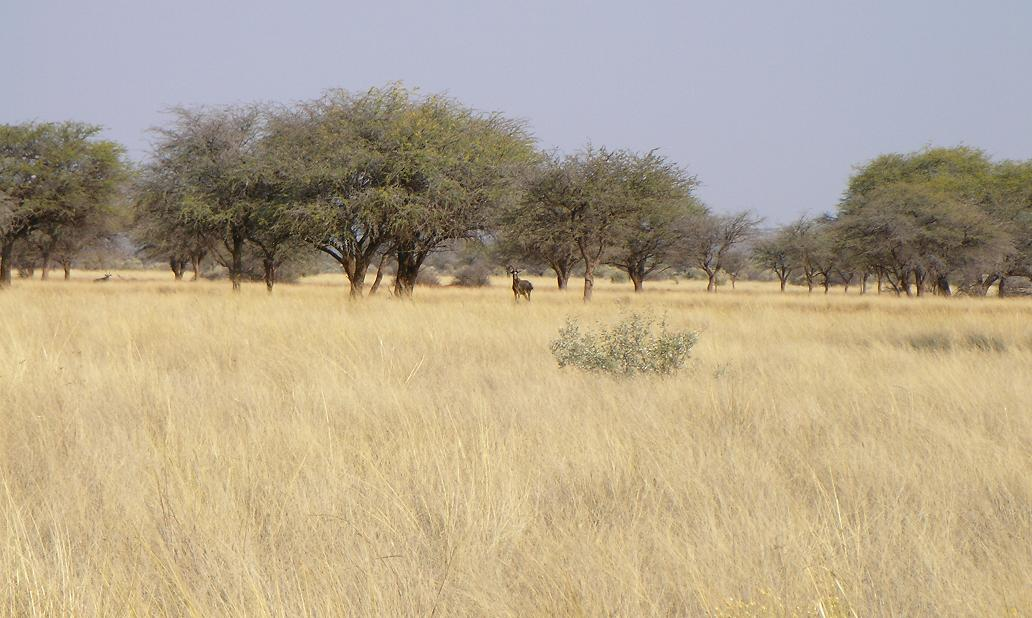
Savana nei pressi di Kuruman (Sudafrica)

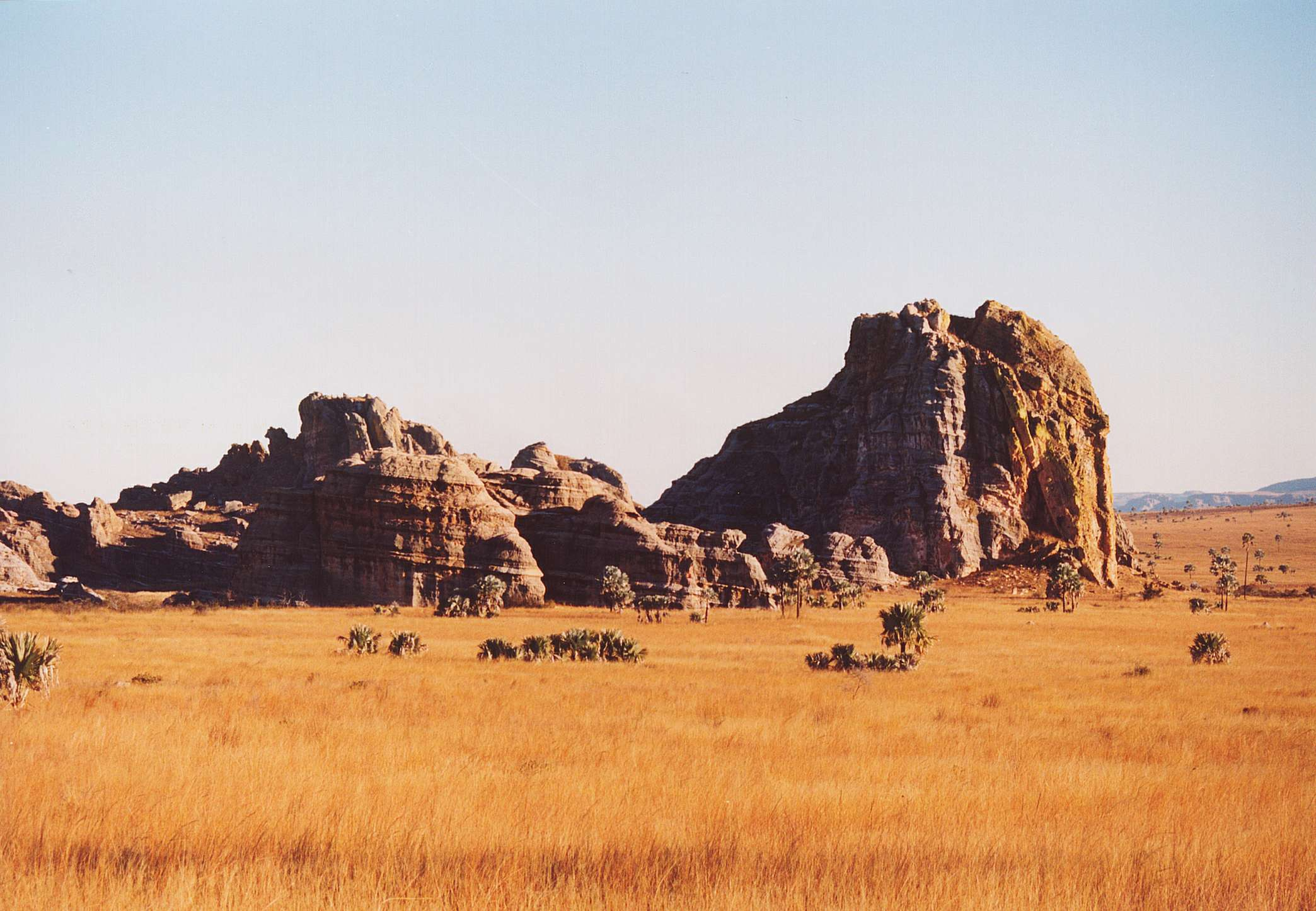
Savana nella regione dell’Isalo nel sud del Madagascar

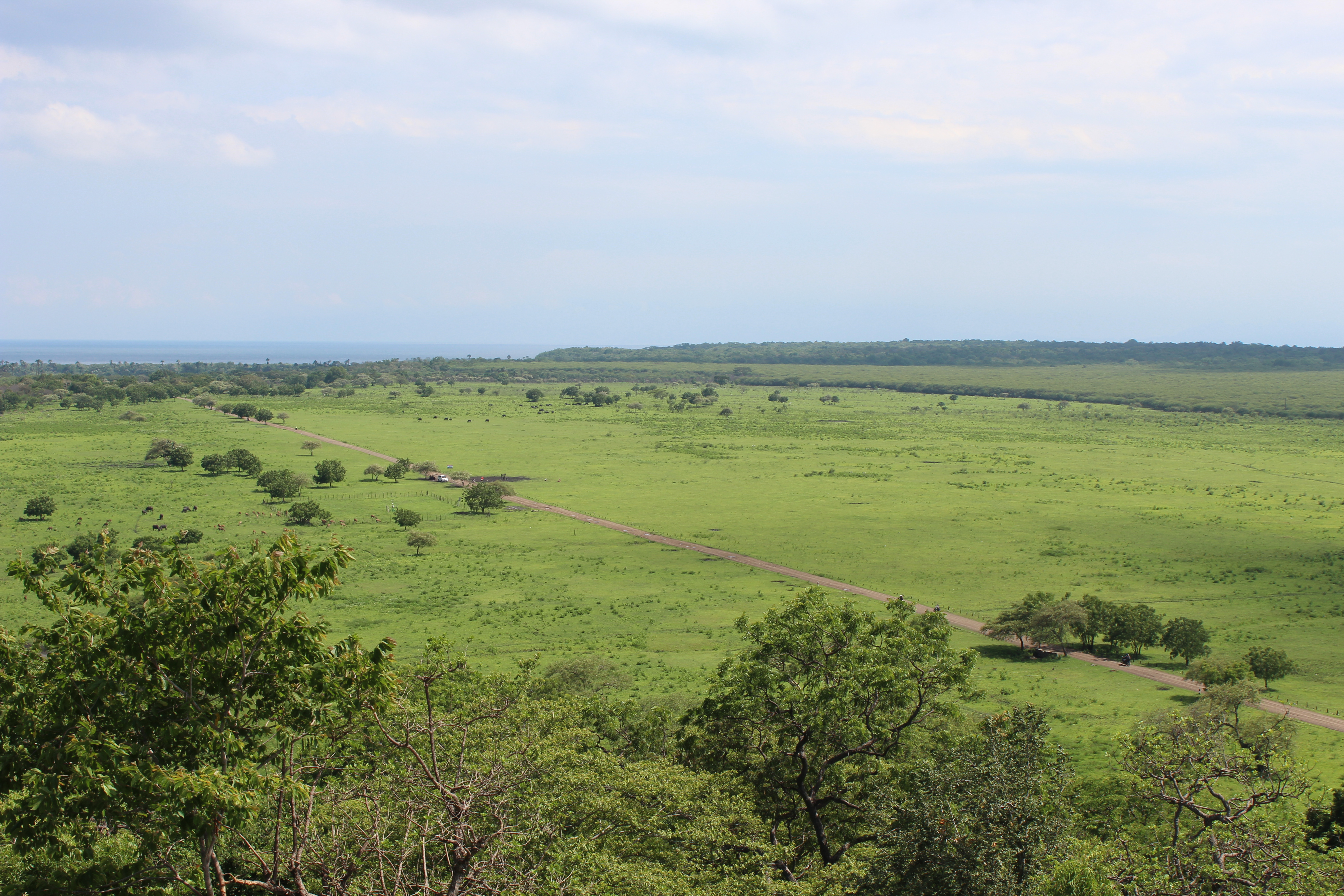
Savana nel Baluran National Park in Indonesia.

### Condizioni climatiche
Le savane tropicali e subtropicali sono determinate principalmente dalla scarsità e marcata stagionalità delle precipitazioni. Precipitazioni inferiori ai 1000–2000 mm all'anno sono infatti insufficienti allo sviluppo di alberi e arbusti, e determinano regioni di sola prateria erbosa, quali si trovano tipicamente ai margini dei deserti subtropicali. Spostandosi gradualmente verso latitudini più piovose, ovvero verso l'equatore, si osserva prima la comparsa di vegetazione arbustiva (fino a 3000 mm) e poi di alberi isolati (fra i 3000 mm e i 4000 mm). Oltre i 4000 mm annui, a meno che non intervengano altri fattori ambientali, gli alberi sono sufficientemente vicini e ricchi da formare una volta, che blocca la luce del sole e riduce la presenza erbosa: la savana cede quindi gradualmente il posto alla foresta. Regioni di savana determinata esclusivamente o principalmente da fattori climatici si trovano per esempio in Africa occidentale e centrale.
Presenti in regioni a piovosità relativamente elevate (per esempio in Africa orientale), dove il livello delle precipitazioni consentirebbe in linea di principio lo sviluppo di una foresta, dipendono spesso dagli incendi stagionali. Durante i periodi di siccità, il manto erboso secco e continuo crea le condizioni ideali per lo sviluppo di grandi incendi, innescati per esempio dai fulmini. Il fuoco ha l'effetto di arricchire di sali minerali il suolo, stimolando la crescita di un nuovo manto erboso, e impedisce l'infittirsi di alberi e arbusti distruggendone i germogli (infatti sono molto poche le piante che crescono nella savana, per esempio: l'acacia, il baobab e varie leguminose irte di spine). Nelle savane che devono la loro esistenza soprattutto agli incendi stagionali, predominano tipicamente le specie vegetali che sono più resistenti al fuoco o che possono trarre vantaggio dal fuoco nella competizione con le altre specie.
La pratica di appiccare stagionalmente incendi in prati e praterie è diffusa nelle comunità umane fin dall'antichità, e di conseguenza molti ambienti di savana in diverse parti del mondo si possono attribuire del tutto o in parte all'influenza dell'uomo. Esempi in questo senso sono le savane presenti nel Nordamerica precolombiano, di cui restano tracce in alcune località della macchia mediterranea. Il fuoco è stato usato storicamente dall'uomo, tra l'altro, per rinnovare i pascoli per il bestiame, preparare il terreno per l'agricoltura, o scacciare gli animali selvatici. Incendi antropogeni sono oggi determinanti anche per la sopravvivenza di importanti aree di savana protetta; per esempio, in alcuni parchi faunistici africani gli incendi periodici sono esplicitamente previsti dai programmi di conservazione ambientale.

### Conformazione del suolo
In alcuni casi specifici, un ambiente di savana può essere determinato o favorito da caratteristiche peculiari del suolo. Per esempio, i campos cerrados del Brasile sono aree di prateria in cui il suolo presenta una crosta dura ferrosa coperta da uno strato di humus sufficiente alla crescita dell'erba ma non allo sviluppo delle radici degli alberi.

### Altri fattori
La fauna (sia naturale che introdotta dall'uomo) può contribuire a far prevalere un ambiente di savana sulla foresta o viceversa. La presenza abbondante di grandi "pascolatori" come gnu, zebre e bovini può impoverire significativamente il manto erboso, ostacolando il diffondersi degli incendi stagionali e favorendo la transizione verso un ambiente di foresta. I "brucatori" come gli elefanti hanno un effetto opposto, danneggiando le popolazioni arboree e arbustive a vantaggio del manto erboso.
Gli ambienti di savana vengono classificati secondo le caratteristiche della vegetazione, il clima, l'altitudine o altri criteri. Si possono per esempio distinguere:
- la savana aperta o chiara, dove prevale l'erba e gli alberi sono rari;
- la savana boscosa o scura, dove gli alberi sono più fitti, fino al caso estremo della foresta aperta;
- la savana tropicale e subtropicale (spesso indicata semplicemente come "savana"), situata nelle regioni in prossimità dei tropici;
- la savana temperata, ambiente analogo a quello della savana tropicale, ma situata a più alte latitudini, dove le estati sono più umide e gli inverni più secchi;
- la savana o prateria mediterranea;
- la savana alluvionale è quella che riceve stagionalmente precipitazioni tali da allagarsi;
- la savana montana, situata in alta quota.